# Zellbach (Attel)
Der Zellbach, auch Rettenbach genannt, ist ein 8 km langer Bach in den oberbayerischen Landkreisen Ebersberg und Rosenheim, der nach insgesamt etwa südsüdöstlichem Lauf bei der Einöde Lettenberg der Gemeinde Frauenneuharting im Ebersberger Kreis von links in die untere Attel mündet.

## Geographie

### Verlauf
Der Zellbach entsteht beim Klausschuster etwas westlich des Kirchdorfes Tulling der Gemeinde Steinhöring am Ostrand des Landkreises Ebersberg auf etwa 492 m ü. NHN. Sein Ursprung liegt am Waldrand am flachen Südostabhang einer niedrigen Geländeschwelle vor dem Tal des untersten Attel-Zuflusses Ebrach, dessen Lauf wenig mehr als einen Kilometer entfernt ist. In etwa südöstlicher Richtung fließt der Bach in einem kleinen, etwas eckig laufenden Graben zwischen Wiesen und Feldern auf die seine obere Talmulde schräg schneidende Kreisstraße EBE 20 Tulling–Frauenneuharting zu, die er dann nach weniger als einem Kilometer auf etwa 477 m ü. NHN quert.
Dann durchläuft er in sehr flachem und geradem, an nur wenigen Knicken nach und nach auf Südkurs wechselndem Lauf eine sich mehr und mehr weitende Filzenebene zwischen kleinhügeligen Jungmöränenzügen im Westen und Nordosten und Osten, hierbei nimmt er von beiden Seiten viele Entwässerungsgräben auf, deren längere schon in den Randhügeln entspringen. Die bis über drei Kilometer breite, sehr flache Talebene ist erfüllt von kleinen Waldstücken, Feldern und vor allem Wiesen und bis auf wenige Einöden fast siedlungsfrei. Nach etwa zweieinhalb der insgesamt etwa fünf Kilometer dieses Laufabschnittes tritt der Graben des Zellbachs über auf die Gemarkung von Frauenneuharting, einen halben Kilometer weiter erreicht von Norden her die Gemeindegrenze zu Pfaffing mit seinem namengebenden Hauptort auf den östlichen Randhügeln den Lauf, die zugleich Grenze zum Landkreis Rosenheim ist. Hiernach ist der nun selbst südwärts laufende Bach meistens Grenzgewässer.
Nach dem Zulauf des Almer Bachs aus dem Westen von Jakobneuharting her, das wie sein Hauptort schon weiter nördlich auf den westlichen Randhügeln liegt, geht der Zellbach nun auf etwa 471 m ü. NHN in seine erste Schlinge und zieht dann in Kleinmäandern an der Pfaffinger Einöde Zellbach vorbei, die in einem kleinen Gemeindezipfel rechts des Laufs liegt.  Hier quert auch die RO 43, auf Frauenneuhartinger Markung dann als EBE 9 fortgesetzt, den Bachlauf. Der Zellbach mäandert danach wieder als Grenzbach der beiden Gemeinden auf großskalig nunmehr südöstlichem Lauf an den Frauenneuhartinger Einöden Zell und Lettenberg rechts am Ufer vorbei und mündet dann auf etwa 468 m ü. NHN von links in die untere Attel, etwas vor deren Nordbogen bei Pfaffing.
Der 8,0 km lange Zellbach verliert auf seinem Lauf etwa 24 m an Höhe und hat damit ein mittleres Sohlgefälle von etwa 3 ‰.

### Einzugsgebiet
Der Zellbach entwässert 36,3 km² südwärts zu Attel. Sein wenig gestrecktes Einzugsgebiet hat in Nord-Süd-Richtung eine Ausdehnung von bis zu 7,8 km, quer dazu von bis zu 6,8 km. Es grenzt im Nordwesten und Norden an das des untersten Attel-Zuflusses Ebrach, sonst an das unbedeutenderer Zuflüsse der Attel. Die rechte Wasserscheide verläuft recht tief in den Randhöhen dieser Seite und erreicht beim Kirchdorf Traxl von Ebersberg Höhen von bis zu 586 m ü. NHN, die weniger ausgedehnten und hohen an der linken nahe bei Pfaffing maximal 512 m ü. NHN.

### Zuflüsse
Hierarchische Liste der Zuflüsse von der Quelle zur Mündung. Wegen der zahlreichen Entwässerungsgraben sind nur die längeren, auf dem BayernAtlas benannten Zuflüsse vermerkt, die als Bäche in den Randhöhen entstehen. Gewässerlänge, Einzugsgebiet und Höhe meist nach dem BayernAtlas. Andere Quellen für die Angaben sind vermerkt.
Ursprung des Zellbachs oder Rettenbachs auf etwa 492 m ü. NHN westlich von Steinhöring-Tulling beim Klausschuster.
- Springlbach, von links und Nordosten auf etwa 473 m ü. NHN gegenüber den Sensauer Filzen, ca. 3,1 km und ca. 4,8 km². Drei Quelläste, der längste entspringt auf etwa 496 m ü. NHN am Nordrand von Pfaffing-Forsting. Länge und Einzugsgebiet sind größer als beim offiziellen Zellbach-Oberlauf.
- Kesselbach, von links und Nordwesten auf etwa 472 m ü. NHN im Freimoos, ca. 4,5 km und ca. 5,2 km². Entsteht auf etwa 545 m ü. NHN nördlich von Ebersberg-Pollmoos.
  - Buchbach, von rechts und Südwesten auf etwa 489 m ü. NHN am Westrand des Dorfes Sensau von Steinhöring, ca. 2,8 km und ca. 1,3 km². Entsteht auf etwa 557 m ü. NHN südlich von Ebersberg-Traxl.
- Almer Bach, von rechts und Südwesten auf etwa 471 m ü. NHN nach Durchqueren des Jakobneuhartinger Filzes, ca. 4,3 km und 3,9 km². Entsteht auf etwa 523 m ü. NHN zwischen den Frauenneuhartinger Dörfern Gersdorf und Tegernau.

Mündung des Zellbachs von links und zuletzt Nordwesten auf etwa 468 m ü. NHN  bei der Frauenneuhartinger Einöde Lettenberg von links und Norden in die untere Attel. Der Zellbach ist hier 8,0 km lang und hat ein Einzugsgebiet von 36,3 km² hinter sich.